# Саргвеши
Саргвеши (груз. სარგვეში) — село в Грузии, на территории Харагаульского муниципалитета края (мхаре) Имеретия.

## География
Село находится в западной части Грузии, на правом берегу реки Карнеби (правый приток Чхеримелы), на расстоянии 10 километров к северо-востоку от посёлка городского типа Харагаули, административного центра муниципалитета. Абсолютная высота — 582 метра над уровнем моря.

## Население
По результатам официальной переписи населения 2014 года, в Саргвеши проживало 233 человека (110 мужчин и 123 женщины). В национальной структуре населения грузины составляли 99,6 %, русские — 0,4 %.
| Год  | Население, человек |
| ---- | ------------------ |
| 2002 | 348                |
| 2014 | ↘ 233              |